# أبو زعبل للصناعات الهندسية
شركة أبو زعبل للصناعات الهندسية أو مصنع 100 الحربي هي شركة مساهمة حكومية مصرية، إحدى شركات الهيئة القومية للإنتاج الحربي التابعة لوزارة الدولة للإنتاج الحربي، أنشأت سنة 1974 بهدف تأمين احتياجات القوات المسلحـة من نوعيـات المدفعيـة (المتوسطة والثقيلة).

## منتجات الشركة
- المدفعية المتوسطة والثقيلة
- إنتاج مدافع الدبابات.
- إنتاج الصلب المخصوص وخاصة صلب الأسلحة .
- إنتاج كوبرى الاقتحام سريع الإنشاء حمولة 70 طن.
- إنتاج الهاوتزر 155 مم - 52
- إنتاج درفلة الصلب السبائكى.

## وصلات خارجية
- الموقع الرسمي للشركة.